# Polyrhachis revoili
Polyrhachis revoili är en myrart som beskrevs av Andre 1887. Polyrhachis revoili ingår i släktet Polyrhachis och familjen myror. Inga underarter finns listade i Catalogue of Life.